# Citice
Citice är en ort i Tjeckien.   Den ligger i regionen Karlovy Vary, i den västra delen av landet, 130 km väster om huvudstaden Prag. Citice ligger 413 meter över havet och antalet invånare är 880.
Terrängen runt Citice är kuperad österut, men västerut är den platt. Citice ligger nere i en dal. Runt Citice är det ganska tätbefolkat, med 134 invånare per kvadratkilometer. Närmaste större samhälle är Sokolov, 2,8 km nordost om Citice. Runt Citice är det i huvudsak tätbebyggt.